# Louise Weiss
Louise Weiss (Arràs, 25 de gener de 1893-Magny-les-Hameaux, 26 de maig de 1983) fou una periodista, escriptora, feminista i política francesa.

## Biografia

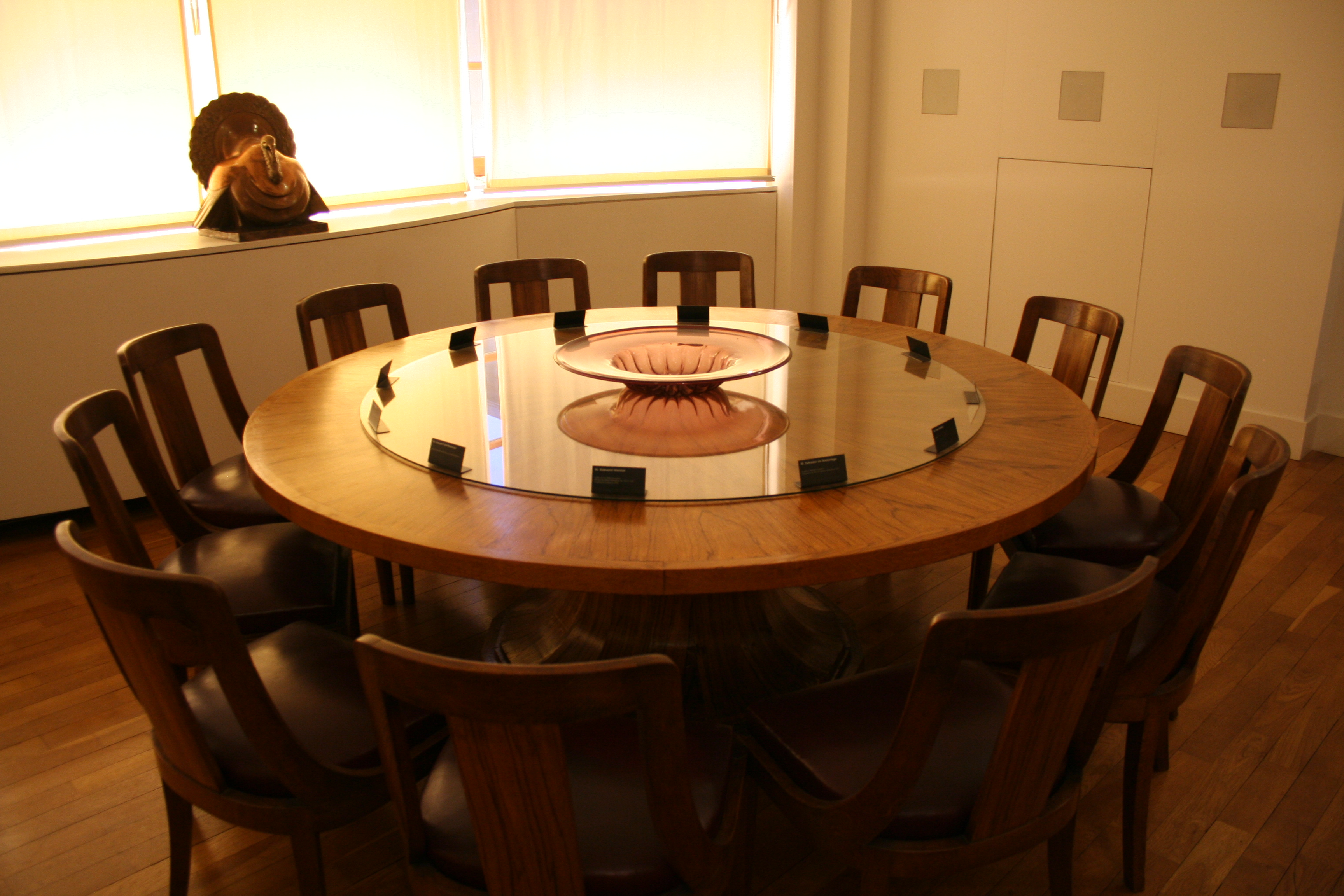
Reproducció del saló parisenc de Louise Weiss al Museu de Saverne

Louise Weiss naix en el si d'una família cosmopolita d'Alsàcia. Son pare, Paul Louis Weiss, enginyer de mines, era un distingit protestant alsacià originari de La Petite-Pierre. Els avantpassats de sa mare, Jeanne Javal, eren originaris de la petita localitat alsaciana de Seppois-li-Bas.
Va créixer a París i esdevingué professora contra el desig de la seua família, i obtingué també un títol de la Universitat d'Oxford. Entre 1914 i 1918 treballà com a infermera de guerra i fundà un hospital a Côtes-du-Nord. Entre 1918 i 1934 publica la revista L'Europe nouvelle; després, fins a la Segona Guerra mundial, promou el sufragi femení. El 1936 fou candidata a les eleccions parlamentàries pel cinqué districte de París.
Durant la guerra participà activament en la resistència i fou redactora en cap de la revista clandestina Nouvelle République entre 1942 i 1944. El 1965 participa activament en l'Institut Francés de Polemologia, fundat per Gaston Bouthoul a París el 1945. Recorregué l'Orient Mitjà, Japó, Xina, Vietnam, Àfrica, Alaska, l'Índia, etc.; feu documentals i publicà llibres sobre els seus viatges. El 1979 era europarlamentària representant el partit gaullista.

## Publicacions de Louise Weiss

### Obres polítiques
- La République Tchécoslovaque (1919)
- Milan Stefanik, Praga (1920)

### Obres biogràfiques
- Souvenirs d'une enfance républicaine, Denoël, París (1937)
- Ce que femme veut, Gallimard, París (1946)
- Mémoires d'une Européenne, Payot-Albin Michel, París, 6 toms (1968-1976)

### Novel·les
- Délivrance, Albin Michel, París (1936)
- La Marseillaise, TU et II París, (1945); T. III París (1947)
- Sabine Legrand, París (1951)
- Dernières voluptés, París (1979)

### Obres de teatre
- Arthur ou els joies du suïcidi
- Sigmaringen ou els potentats du néant
- Le récipiendaire
- La patronne
- Adaptation des Dernières voluptés

### Relats de viatge
- L'or, le camion et la croix, París (1949)
- Le voyage enchanté, París (1960)
- Le Cachemire, Els Albums des Guides Bleus, París (1955)
- Tempête sur l'Occident, Albin Michel (1976)

### Assaig sociològic
- Lettre à un embryon, Julliard, París (1973)

### Art, arqueologia i folklore
- Contes et légendes du Grand-Nord, París (1957)

## Videografia
- Louise Weiss, une femme d'influence, documentaire télévisé d'Alain Jomy, 2003